# Gladstone (region)
Gladstone är en kommun i Australien. Den ligger i delstaten Queensland, omkring 410 kilometer norr om delstatshuvudstaden Brisbane. Antalet invånare är 63 955.
Följande samhällen finns i Gladstone:
- Gladstone
- Agnes Water
- Toolooa
- Yarwun

Genomsnittlig årsnederbörd är 1 253 millimeter. Den regnigaste månaden är januari, med i genomsnitt 276 mm nederbörd, och den torraste är september, med 29 mm nederbörd.